# Hiidensaari
Hiidensaari este o arie protejată (arie specială de conservare — SAC, sit de importanță comunitară — SCI, arie de protecție specială avifaunistică — SPA) din Finlanda întinsă pe o suprafață de 44 ha, integral pe uscat.

## Localizare
Centrul sitului Hiidensaari este situat la coordonatele 61°00′34″N 26°26′35″E / 61.0094°N 26.4431°E.

## Înființare
Situl Hiidensaari a fost declarat sit de importanță comunitară în august 1998 pentru a proteja 5 specii de animale. Alte tipuri de protecție:
- arie de protecție specială avifaunistică (în august 1998)[2]
- arie specială de conservare (în aprilie 2015)[1][3][4]

## Biodiversitate
Situată în ecoregiunea boreală, aria protejată conține 4 habitate naturale: Mlaștini împădurite, Pante stâncoase silicioase cu vegetație casmofită, Taiga vestică, Păduri fino-scandinave bogate în ierburi cu Picea abies.
La baza desemnării sitului se află mai multe specii protejate:
- păsări (4): cocoșul de mesteacăn (Bonasa bonasia), șoimul rândunelelor (Falco subbuteo), muscar (Ficedula parva), ciocănitoare verzuie (Picus canus)
- mamifere (1): veveriță zburătoare siberiană (Pteromys volans)